# Oscillateur de Van der Pol
Pour les articles homonymes, voir oscillateur.
L’oscillateur de Van der Pol  est un système dynamique à temps continu à deux degré de liberté. Il est décrit par une coordonnée x(t) vérifiant une équation différentielle faisant intervenir deux paramètres : une pulsation propre ω0 et un coefficient de non-linéarité ε. Lorsque ε = 0, cet oscillateur se réduit à un oscillateur harmonique pur.
Il porte le nom de Balthasar van der Pol.

## Histoire

Ce circuit électronique à base de triode développe un régime d'oscillations forcées régies par l'équation de Van der Pol (les composants passifs sont : une résistance R, un condensateur C et un circuit couplé d'inductance L et de inductance mutuelle M). Le circuit RLC monté en série est parcouru d'un courant i, et l'anode (ou plaque) de la triode reçoit un courant i_{a}, tandis que la tension aux bornes de la grille de la triode est notée u_{g}. L’oscillateur de Van der Pol est mis en régime forcé par une source de tension alternative E_{s}.

L’oscillateur de Van der Pol a été imaginé par le physicien néerlandais Balthasar van der Pol alors qu'il était employé par les laboratoires Philips. Van der Pol découvrit que ce circuit contenant un tube à vide développait des oscillations stables, qu'il appela « oscillation de relaxation » et que l'on désigne aujourd'hui plutôt comme des cycles limites des circuits électriques. Lorsque ces circuits sont excités à une fréquence proche de celle du cycle limite il se crée un couplage, c'est-à-dire que le signal de commande impose sa fréquence au courant. Van der Pol et son collègue Van der Mark publièrent en 1927 qu'à certaines fréquences de commande, il apparaissait un bruit irrégulier. Ce bruit se déclenchait toujours au voisinage des fréquences naturelles de couplage. Ce fut l'une des premières mises en évidence de l'existence d'un chaos déterministe,.
L’équation de Van der Pol a trouvé de nombreuses applications dans les sciences physiques et biologiques. Par exemple, en biologie, Richard Fitzhugh et Jinichi Nagumo ont développé une version bidimensionnelle de ce système dynamique (modèle FitzHugh-Nagumo) pour décrire le potentiel d'action des neurones. L’équation a aussi été utilisée en sismologie pour modéliser l’interaction des plaques sur une faille.

## Oscillateur libre
L'équation différentielle de l'oscillateur libre s'écrit :
Lorsque ε ≠ 0, ce système dissipatif possède une dynamique régulière caractérisée par un attracteur en forme de cycle limite, représenté sur la figure ci-dessous (où on a posé ω0 = 1) :

## Oscillateur forcé

Comportement chaotique de l'oscillateur avec forçage sinusoïdal.

Lorsque cet oscillateur est excité par un terme harmonique à la pulsation ω, son équation différentielle devient :